# Antocha rectispina
Antocha rectispina är en tvåvingeart som beskrevs av Alexander 1954. Antocha rectispina ingår i släktet Antocha och familjen småharkrankar. Inga underarter finns listade i Catalogue of Life.